# Francis Barraud
Francis James Barraud (16 de junio de 1856-29 de agosto de 1924) fue un pintor inglés y fotógrafo británico. Es más conocido por su obra His Master's Voice, uno de los logotipos comerciales más famosos del mundo, que ha inspirado una marca comercial de la industria musical utilizada por corporaciones como HMV, EMI y RCA Victor. La imagen, que representa a un perro llamado Nipper escuchando un gramófono de disco de cuerda e inclinando la cabeza, ayudó a popularizar el campo incipiente de la grabación de sonido y trajo a Barraud fama mundial. Posteriormente se estableció como artista para clientes corporativos, pasando el resto de su carrera produciendo dos docenas de copias de la pintura que hizo su nombre.

## Biografía
Nacido el 16 de junio de 1856 según algunas fuentes en Liverpool, Inglaterra, Barraud y otras en Marylebone, Londres y mostró desde temprana edad un gran talento artístico. 
Tanto su padre, Henry Barraud (1811-1874),como su tío paterno William Barraud (1810-1855) eran conocidos pintores de animales. El bisabuelo patrilineal de Barraud, Paul Philip Barraud, era un eminente fabricante de cronómetros de extracción hugonote, descendiente de una antigua familia francesa que llegó a Inglaterra en el momento de la revocación del Edicto de Nantes. Otro de los bisabuelos paternos de Barraud era un pintor en miniatura. A través de su madre, Anna Maria Rose,era sobrino de George Rose (1817-1882),un dramaturista, novelista y artista humorístico, que escribió bajo el seudónimo de Arthur Sketchley.
Barraud se educó en el Ushaw College en Durhamy St. Edmund's College en Ware, Hertfordshire. Siguiendo los pasos de su padre, Barraud siguió una educación artística, estudiando en la Escuela de Arte de Heatherley y en las Escuelas de la Royal Academy, donde recibió la medalla de plata por el dibujo de por vida.También estudió en el extranjero en Beaux Arts en Amberes, Bélgica.
Comenzó su carrera como fotógrafo, estableciendo su propio estudio en Londres en la década de 1880. Durante este período, Barraud capturó numerosas imágenes que reflejaban la vida cotidiana de la época y retratos de personajes prominentes.
Sin embargo, fue en 1898 cuando Barraud creó su obra más famosa, "Nipper escuchando". La pintura muestra a un perro llamado Nipper inclinando la cabeza hacia un gramófono, capturando el momento en que el animal escucha atentamente el sonido proveniente del dispositivo. Esta imagen se convirtió en el logotipo de la compañía discográfica His Master's Voice (HMV), y posteriormente se hizo conocida en todo el mundo.
La historia detrás de "Nipper escuchando" es interesante. Barraud adoptó a Nipper después de la muerte de su hermano Mark, quien era dueño del perro. Fascinado por la reacción del animal ante la música reproducida por el gramófono, decidió inmortalizar ese momento en una pintura.
La obra de Barraud tuvo un gran impacto en el mundo de la música y la industria discográfica. El logotipo de HMV se convirtió en un símbolo reconocido internacionalmente, asociado con la calidad y la pasión por la música. La imagen de Nipper se ha utilizado en numerosas campañas publicitarias y se ha convertido en un ícono cultural.
Además de su famosa obra, Barraud también realizó otras pinturas y fotografías a lo largo de su carrera. Sus trabajos abarcaron diversos temas, desde retratos hasta paisajes, y reflejaron su habilidad para capturar emociones e instantes fugaces.

## La voz de su maestro
La placa azul de Francis Barraud en 126 Piccadilly
Es difícil decir cómo me surgió la idea más allá del hecho de que de repente se me ocurrió que tener a mi perro escuchando el fonógrafo, con una expresión inteligente y bastante desconcertada, y llamarlo La Voz de Su Maestro sería un tema excelente. Teníamos un fonógrafo y a menudo me daba cuenta de lo desconcertado que estaba al ver de dónde venía la voz. Sin duda, fue el pensamiento más feliz que he tenido.- 
Se cree que la pintura original se creó en algún momento entre finales de 1898 y principios de 1899, cuando Barraud presentó una solicitud de derechos de autor de su imagen de un "perro mirando y escuchando el fonógrafo".El perro en cuestión era la difunta mascota de Barraud, Nipper, a quien había heredado después de la muerte prematura de su hermano mayor Mark (1848-1887),un escenógrafo de Bristol. Como Nipper había muerto varios años antes, no podía ser utilizado como modelo vivo, por lo que Barraud trabajó a partir de una vieja foto que tenía. Decidió el nombre His Master's Voice y lo presentó a varios editores, con la esperanza de que hubiera "demanda de él como una reproducción"Sin embargo, hubo poco interés, con un hombre objetando sobre la base de que "nadie sabría lo que estaba haciendo el perro".Barraud ofreció la pintura a la compañía Edison Bell, cuyo fonógrafo comercial estaba representado dentro de la pintura, pero de nuevo la obra fue rechazada, con James E. Hough de la sucursal de la compañía en Londres declarando que "los perros no escuchan los fonógrafos".También había sido rechazado por la Royal Academy, que anteriormente había exhibido su trabajo.
Habiendo dejado a un lado la pintura, alguien le sugirió a Barraud que reemplazara la trompeta negra por una trompa de latón más estéticamente agradable. En mayo de 1899, se acercó a la Gramophone Company, cuyos gramófonos de Berlín estaban hechos con bocinas de latón, en su oficina de Maiden Lane en Londres, llevando consigo una foto de su pieza original. William Barry Owen, jefe de la operación inglesa de la compañía, se interesó en la pintura y, después de un período de negociación, la compañía acordó comprarla, con la condición de que el fonógrafo original basado en cilindros fuera reemplazado por su modelo de gramófono basado en disco. Barraud se le pagaron 50 libras esterlinas por la pintura alterada, y otras 50 libras esterlinas por los derechos de autor (el total fue equivalente a aproximadamente 10.000 libras esterlinas en 2019).En 1900, la pintura fue registrada como marca registrada en los Estados Unidos y Canadá por Emile Berliner, fundador de la Gramophone Company, antes de ser transferida al año siguiente a Eldridge Johnson de la Victor Talking Machine Company, más tarde RCA Victor, que extendió los derechos de autor más lejos. 
Su voz de maestro se asociaría con el minorista de música HMV, una subsidiaria de Gramophone Company. La primera tienda HMV se abrió en Oxford Street en 1921, con Barraud entre los asistentes. En 1931, The Gramophone Company se fusionó con la Columbia Graphophone Company para formar Electric and Musical Industries Limited (EMI).

## Obras
Barraud fue exhibido por primera vez por la Royal Academy en 1881,con un retrato de George Rose, su tío materno, siendo una de sus composiciones. Se convertiría en un expositor habitual en la Academia, así como en otras instituciones, incluido el Instituto de Pintores en Colores al Óleo. An Encore Too Many (1887), una de las primeras obras de Barraud, fue comprada por la Corporación Liverpool y actualmente se encuentra en la colección de la Galería de Arte Walker de la ciudad.